# Rusałka (film)
Rusałka (ros. Русалка) – rosyjski komediodramat fantasy z 2007 roku w reżyserii Anny Mielikian. Film został zgłoszony jako rosyjski kandydat do nagrody Amerykańskiej Akademii Filmowej w kategorii najlepszego filmu nieanglojęzycznego, ale nie uzyskał nominacji.

## Fabuła
Alisa wychowuje się nad morzem razem z matką i babką. Marzy o balecie, śpiewa w dziecięcym chórze i chodzi do szkoły specjalnej. Po stracie domu rodzina przeprowadza się do Moskwy. Tam Alisa podejmuje różne prace zarobkowe. Przypadkowo poznaje Aleksandra - młodego i przystojnego biznesmena, w którym się zakochuje. Ten jednak nie odwzajemnia jej uczuć.

## Obsada
- Maria Szałajewa jako Alisa
- Jewgienij Cyganow jako Sasza
- Maria Sokowa jako Mama
- Anastazja Doncowa jako młoda Alisa
- Weronika Skugina
- Natalia Ryczkowa
- Irina Skriniczenko jako Rita

## Produkcja
Zdjęcia kręcono w Moskwie.